# World Grand Prix 1998
Il VI World Grand Prix di pallavolo femminile si è svolto dal 21 agosto al 13 settembre 1998. Dopo la fase a gironi che si è giocata dal 21 agosto al 6 settembre, la fase finale, a cui si sono qualificate le prime quattro squadre nazionali classificate nella fase a gironi, si è svolta dal 12 al 13 settembre ad Hong Kong. La vittoria finale è andata per la terza volta al Brasile.

## Squadre partecipanti

### Asia
- Cina
- Corea del Sud
- Giappone

### Europa
- Italia
- Russia

### America
- Brasile
- Cuba
- Stati Uniti

## Fase a gironi

### Primo week-end
| Girone A                                   | Girone B                                            |
| ------------------------------------------ | --------------------------------------------------- |
| Sede: Macao Brasile Giappone Italia Russia | Sede: Chongqing Cina Corea del Sud Cuba Stati Uniti |

### Secondo week-end
| Girone C                                           | Girone D                                     |
| -------------------------------------------------- | -------------------------------------------- |
| Sede: Fengshan Brasile Corea del Sud Cuba Giappone | Sede: Bangkok Cina Italia Russia Stati Uniti |

### Terzo week-end
| Girone E                                       | Girone F                                         |
| ---------------------------------------------- | ------------------------------------------------ |
| Sede: Chennai Corea del Sud Cuba Italia Russia | Sede: Shanghai Brasile Cina Giappone Stati Uniti |

## Fase finale

### Finali 1º e 3º posto
|  | Semifinali | Semifinali | Semifinali |        |         | Finale 1º/2º posto | Finale 1º/2º posto | Finale 1º/2º posto |  |
|  |            |            |            |        |         |                    |                    |                    |  |
|  | Brasile    | Brasile    | 3          |        |         |                    |                    |                    |  |
|  | Brasile    | Brasile    | 3          |        |         |                    |                    |                    |  |
|  | Cuba       | Cuba       | 1          |        |         |                    |                    |                    |  |
|  | Cuba       | Cuba       | 1          |        | Brasile | Brasile            | 3                  |                    |  |
|  |            |            |            |        | Brasile | Brasile            | 3                  |                    |  |
|  |            |            | Russia     | Russia | 0       |                    |                    |                    |  |
|  | Russia     | Russia     | Russia     | Russia | 0       | 3                  |                    |                    |  |
|  | Russia     | Russia     |            |        |         | 3                  |                    |                    |  |
|  | Cina       | Cina       | 2          |        |         | Finale 3º/4º posto | Finale 3º/4º posto | Finale 3º/4º posto |  |
|  | Cina       | Cina       | 2          |        |         |                    |                    |                    |  |
|  |            |            |            |        |         |                    |                    |                    |  |
|  |            |            |            |        |         | Cuba               | Cuba               | 3                  |  |
|  |            |            |            |        |         | Cuba               | Cuba               | 3                  |  |
|  |            |            |            |        |         | Cina               | Cina               | 1                  |  |

## Classifica finale
| Classifica | Squadre       |
| ---------- | ------------- |
|            | Brasile       |
|            | Russia        |
|            | Cuba          |
| 4          | Cina          |
| 5          | Italia        |
| 6          | Corea del Sud |
| 7          | Giappone      |
| 8          | Stati Uniti   |